# Gornja Stupnica
Gornja Stupnica – wieś w Chorwacji, w żupanii sisacko-moslawińskiej, w gminie Dvor. W 2011 roku liczyła 61 mieszkańców.